# Pepita-díj
A Pepita-díjat 2008 óta adják át minden évben a magyar színjátszás kiemelkedő alakjainak. A Pepita Magazin olvasói szavazataikkal döntik el, hogy mely három magyar színész részesüljön díjazásban, mely mellett négy különdíjat a szerkesztőség és a lap kiadója adományoz egy-egy további színésznek.

## Története
A Pepita-díjat a Pepita Magazin alapítói, Szűcs Balázs és Simándi Etelka hozta létre 2008-ban azzal a céllal, hogy a közönség a taps mellett szavazás útján is kifejezhesse elismerését színjátszásunk kiemelkedő művészeinek. Minden évben a magazin felhívására – szavazószelvényen vagy sms-ben – voksoló közönség dönti el, melyik három magyar színész kapja a Pepita-díj arany, ezüst és bronz fokozatát, mely mellett egy „szerkesztőségi különdíj”-at is kiosztanak a lapkiadó munkatársainak döntése alapján. Az olvasók közül is egy-egy további különdíjban részesül. A díjakat minden évben decemberben, a Pepita Magazin születésnapjához (első számának megjelenéséhez) közeli napon adják át.
2011 óta a lap kiadója, a Trimedio Csoport is különdíjat adományoz egy-egy további művésznek. A Pepita-díj népszerűsítésében nyújtott kiemelkedő partneri együttműködésért alapított díj, a „Köszönet-díj”. 2013-ban a Pepita-díj alapítói további két új különdíjról is döntöttek, melyek: az „életmű” és az „50 éve a pályán” különdíj.
A  minden évben decemberben megrendezésre kerülő Pepita-díjátadó gála főtámogatója 2008 óta a CBA.
A fődíj („arany fokozat”) egyedi, üvegből készül.

### Mottója
A méltán nagy hírű, több évszázados múltra visszatekintő magyar színjátszás támogatása napjainkban fontosabb, mint bármikor korábban. A valódi értékeket, erkölcsnemesítő tartalmakat közvetítő színházra és színészeikre hatalmas feladat hárul: estéről estére tanítják, formálják, szórakoztatják és elgondolkodtatják a nézőket. Nagy munka ez, melynek taps és elismerés a jutalma, de a Pepita-díj alapítói szerint ennél többre van szükség.
A magyarországi színház- és filmvilág eseményeit, kiemelkedő alakjait bemutató havilap - a Pepita Magazin - szándéka szerint a néző és a színész közötti kapcsolat jelentőségét szeretné ezzel visszaadni. Ez a színművészeti díj lehetősséget teremt arra, hogy a színjátszó művészek ne csupán kritikusoktól és a szakma prominenseitől, hanem a nézőktől is visszajelzést kapjanak ilyen formán is.

## Pepita- díj 2008
- arany: Bodrogi Gyula színész
- ezüst: Bajor Imre színész
- bronz: Fodor Zsóka színésznő
- szerkesztőségi díj: Schubert Éva színésznő

Ezen az eseményen Brunner Márta és Ács Bálint két gyönyörű dallal ajándékozta meg a vendégeket. Föllépett továbbá Magic Márk is. A Pepita Magazin megalapításának egyéves évfordulója is.

## Pepita-díj 2009
- arany fokozat: Pécsi Ildikó
- ezüst fokozat: Lorán Lenke
- bronz fokozat: Feke Pál
- szerkesztőség különdíj: Csomor Csilla

A Pepita Magazin által szervezett exkluzív gálaest két műsorvezetőja Peller Mariann és Szujó Zoltán volt. A nagyérdemű MCDC, alias Veres Robi és Jammal produkcióját láthatta, Zalatnay Sarolta három dallal lépett föl, majd Peller Anna és Bálint Ádám egy fantasztikus musicalprodukcióval lepte meg a jelenlévőket.

## Pepita-díj 2010
- arany fokozat: a József Attila Színház örökös tagja, Láng József.
- ezüst fokozat: Kálloy Molnár Péter
- bronz fokozat: Beleznay Endre.
- szerkesztőségi különdíj: Cseke Katinka

A műsorvezető, Bálint Antónia volt. Sihell Ferry előadásában először hangzott el a Pepita-dal, melyet az énekes erre a kivételes alkalomra komponált. A kellemes dallamú „himnusz” meghódította a közönség szívét, vastapssal jutalmazták az énekest.Fellépett továbbá az első díjas énekesnő, Pintér Tibor, illetve Pálos Zsuzsa színművésznő Radnóti Miklós verseiből adott elő egy csokorral, Lakatos Yvett pedig a Keresztapa című film betétdalát. Az arany fokozatú elismerést Irtó Zsolt adta át.

## Pepita-díj 2011
- arany fokozat: Bodrogi Gyula, a Nemzet Színésze, a Nemzeti Színház művésze
- ezüst fokozat: Mészáros Árpád Zsolt, a Budapesti Operettszínház művésze
- bronz fokozat: Forgács Gábor színész, humorista
- szerkesztőségi különdíj: Pintér Tibor, a Komáromi Lovas Színház művésze és egyben művészeti vezetője
- Köszönet-díj: Paor Lilla, az LP Média Stúdió főszerkesztője és Cserháti Pál, a stúdió főszerkesztő-helyettese, kommunikációs igazgatója.

A „köszönet-díj”-at  Ajtai L. Péter, a Trimedio Invest Zrt. elnöke adta át.

## Pepita-díj 2012
- arany fokozat: Várkonyi András
- ezüst fokozat: Stohl András
- bronz fokozat: Bánfalvy Ágnes
- szerkesztőségi különdíj: Fodor Zsóka
- kiadói különdíj: Maros Gábor

A támogatók jóvoltából 500-800 ezer forint értékű ajándékokat adtak át.

## Pepita-díj 2013
- arany fokozat: Törőcsik Mari
- ezüst fokozat: Magyar Attila
- bronz fokozat: Pikali Gerda
- szerkesztőségi különdíj: Körtvélyessy Zsolt
- kiadói különdíj: Rák Kati
- életmű különdíj: Schubert Éva
- „50 éve a pályán" különdíj: Vajda Márta

A rendezvény szervezői a vendégek közül két születésnapos művészt is felköszöntöttek, az éppen december 7-én 76 éves Verebély Ivánt és az 56 éves Tarján Pétert.

## Pepita-díj 2014
- arany fokozat: Faragó András
- ezüst fokozat: Madár Veronika
- bronz fokozat: Gyebnár Csekka
- szerkesztőségi különdíj: Csongrádi Katalin
- kiadói különdíj: Nyertes Zsuzsa